# FK Leotar Trebinje
FK Leotar Trebinje je fotbalový klub z města Trebinje v Bosně a Hercegovině. Leží v srbské části země. Založen byl roku 1925. Jednou vyhrál ligu Bosny a Hercegoviny (2002-03), jednou ligu Republiky Srpska (2002), která existovala v době národnostních sporů. Do evropských pohárů se klub probojoval jednou, v sezóně 2003/04 vstoupil do 1. předkola Ligy mistrů, vyřadil lucemburský CS Grevenmacher, v 2. předkole byl však vyřazen pražskou Slavií.

## Účast v evropských pohárech
| Ročník  | Soutěž           | Kolo        | Klub            | Doma | Venku | Celkem |
| ------- | ---------------- | ----------- | --------------- | ---- | ----- | ------ |
| 2003/04 | Liga mistrů UEFA | 1. předkolo | CS Grevenmacher | 2:0  | 0:0   | 2:0    |
| 2003/04 | Liga mistrů UEFA | 2. předkolo | SK Slavia Praha | 1:2  | 0:2   | 1:4    |